# Producción Agroindustrial del NOA
Producción Agroindustrial del NOA es una edición independiente que trata sobre temas relacionados al sector agrícola/ganadero y agroindustrial del norte de Argentina. 

Fue una de las primeras ediciones argentinas que se publicó en internet. Por haber iniciado su digitalización en 1996 tiene disponible todo su contenido en la web desde esa fecha hasta la actualidad, por lo cual se ha constituido en una fuente de consulta permanente para técnicos de las diferentes actividades abordadas.

En su contenido a lo largo del tiempo se puede conocer los diferentes temas que fueron noticia en el sector en los últimos 15 años y observar como evolucionó la dinámica de cada uno de los cultivos de la región.

## Revista Producción Agroindustrial del NOA
Desde su inicio la edición gráfica se distribuyó gratuitamente en las provincias de Santiago del Estero, Tucumán y Salta y se reparte hasta el presente por gentileza de los auspiciantes quienes la entregan en los mostradores de sus empresas casi siempre vinculadas a la actividad. También se envía por correo a suscriptores de toda Argentina y de países limítrofes. 

En la actualidad las ediciones gráficas son reproducidas en diferentes formatos digitales. Además de la "Edición web" que contiene todos los artículos editados desde 1996 hasta la fecha, la "Versión digital" puede ser hojeadas tal cual como se ven en papel, desde computadoras que disponen de visualizador Flash. Desde noviembre de 2011 se agregó la "Versión móvil" la cual puede ser leídaas en teléfonos inteligentes y tabletas digitales portátiles con diferentes sistemas operativos (Apple, Android, Blackberry, etc).

## Historia
Fue fundada en San Miguel de Tucumán, Argentina, en octubre de 1988 por Juan Victorio Ivankovic. 

Desde 1996 se edita en la web, reproduciendo todas sus notas, las cuales permanecen disponibles para su consulta. 

En marzo de 2008 se publica la versión digital que permite leer la edición en internet, tal cual como sale en la versión gráfica, desde una computadora. 

Dada la enorme penetración en el mercado de dispositivos móviles conectados a internet, desde noviembre de 2011 se inició la publicación de una versión especialmente diseñada para ser consultada desde teléfonos inteligentes y tabletas.

En diciembre de 2011 recibe el Premio CAPA-Banco de Galicia al “Mejor producto periodístico agropecuario del País en Medios Gráficos 2011”

## Características de la edición gráfica
ISSN: 1853-7650 

Registro Nacional de Derecho de Autor (Rep. Argentina): Núm. 803.988 

Con una tirada de 5.000 ejemplares bimestrales, tiene un readership de 3,5 lectores por ejemplar, por lo cual se estima que es consultada por 17.500 lectores por edición.  

El área de distribución es el noroeste de Argentina y su lectores son en su mayor parte agricultores, ganaderos y empresarios agroindustriales. 

## Características de la edición en internet
En la web se publica en formato HTML y la versión digital se realiza utilizando Flash, lo que permite hojear la revista igual que la versión gráfica, con todo su contenido. Quienes visitan esta versión digital desde dispositivos móviles o tabletas digitales visualizan el mismo contenido sin necesidad de tener Flash.

Los lectores interesados en almacenar la edición completa para su consulta offline pueden descargar la versión en PDF que esta a disposición en la web en forma gratuita.

La cantidad de visitantes únicos mensuales ascendió en noviembre de 2011 a 36.214, quienes leyeron un total de 169.310 páginas.

La distribución geográfica de los lectores en internet es la siguiente: 50.11% Argentina, 6.29% México, 1.76% Colombia, 1.12%	Brasil, 0.72%	Perú, 0.59%	Ecuador, 0.53% Uruguay, 0.51% Chile, 0.51% Spain, 0.43% Bolivia, 0.43% Guatemala, 0.41%	Paraguay, 0.26% Venezuela, 0.24% Nicaragua .